# Rhinella veredas
Rhinella veredas är en groddjursart som först beskrevs av Brandão, Maciel och Sebben 2007.  Rhinella veredas ingår i släktet Rhinella och familjen paddor. IUCN kategoriserar arten globalt som livskraftig. Inga underarter finns listade i Catalogue of Life.